# Fatos Nano
Fatos Thanas Nano (født 16. september 1952) er en albansk politiker. Han har flere gange været Albaniens premierminister og var formand for Albaniens Socialistparti frem til valget 2005.

## Uddannelse og karriere i Hoxha-tiden og i overgangsperioden
Fatos Nano blev uddannet som økonom i Hoxha-tiden og har en doktorgrad i sit fag. Han har været ansat på Metalkombinatet i Elbasan fra 1975 til 1978 og i en landbrugsvirksomhed i Priskë ved Tirana fra 1981 til 1983. Desuden har han undervist i økonomi fra 1978 til 1981 og fra 1984 til 1990.
Han blev et efterhånden fremstående medlem af kommunistpartiet og fik i overgangstiden forskellige regeringsposter, han blev således generalsekretær for Ministerrådet i december 1990 og medlem af Præsidentrådet i februar 1991. Han blev premierminister i en overgangsregering fra februar 1991 til juni samme år, hvor han blev erstattet med Ylli Bufi. Herefter var han i en kort periode minister for økonomisk samarbejde med udlandet.
Fra midten af 1991 var han formand for Socialistpatiet (Partia Socialiste e Shqipërisë), der var udsprunget af kommunistpartiet (Partia e Punës e Shqipërisë).

## Fængslet af Sali Berisha i 1994, men løsladt i 1997
Fatos Nano blev – mens Sali Berisha var præsident og Demokraterne havde regeringsmagten – anholdt i april 1994 og idømt 12 års fængsel for uretmæssig tilegnelse af statens ejendom og for forfalskning af papirer – begge dele i forbindelse med modtagelse af italiensk nødhjælp i 1991. Retssagen blev kritiseret af mange albanere og fra udenlandsk side for ikke at opfylde almindelige krav til en retssag.
Sali Berisha blev tvunget til at give Fatos Nano amnesti under de omfattende uroligheder i sommeren 1997 og løslod ham.

## 1997-2003: Magtkampe. Bruddet med Ilir Meta
Efter parlamentsvalget senere i 1997 blev Fatos Nano igen premierminister. Han flygtede til Makedonien i september 1998, efter attentatet på den fremstående demokratiske politiker Azem Hajdari, da han frygtede, at de efterfølgende uroligheder ville føre til at han blev dræbt. Efter sin tilbagekomst til Albanien trådte Nano tilbage som premierminister som følge af meget stærk kritik fra andre fremstående medlemmer af Socialisterne. Han blev erstattet af Pandeli Majko.
Fatos Nano blev imidlertid igen valgt som formand for Socialisterne 10. oktober 1999 mod Pandeli Majko og Ilir Meta.
I 1999 frikendte en domstol ham i sagen om den italienske nødhjælp, og han fik tilkendt en stor erstatning.
I de følgende år pågik der en magtkamp i partiet mellem partiformanden Fatos Nano, Pandeli Majko og Ilir Meta (premierminister fra september 1999), og der blev indgået skiftende alliancer.
Fatos Nano rejste i december 2001 – nogle måneder efter valget – beskyldninger mod fire af Metas ministre for korruption og tvang dem og Meta til at trække sig tilbage. Herefter blev Pandeli Majko – efter kampafstemning hos Socialisterne – premierminister i en kort periode på et halvt år fra februar til juli 2002, hvor Fatos Nano på ny dannede regering. Dette hang sammen med, at man i partiet – på Nanos tilskyndelse – besluttede, at det altid skulle være partiformanden, der i givet fald skulle være premierminister.
Pandeli Majko blev forsvarsminister, og han og Fatos Nano syntes i stigende grad at samarbejde med hinanden.
Ilir Meta var i en periode vicepremierminister og udenrigsminister, men forholdet mellem ham og Nano var destruktivt og hadefuldt, og han blev i juli 2003 provokeret af Nano til at forlade regeringen. Dette udløste imidlertid en krise der varede flere måneder, og som bl.a. indebar, at Nano ikke kunne få accepteret nye ministre, særligt en ny udenrigsminister.

## 2003-2005: Alliancer til flere sider, men tabte valget i 2005
På partikongressen i slutningen af 2003 indgik Fatos Nano alliance til flere sider, bl.a. med én af dem han december 2001 havde beskyldt for korruption, og vandt en overvældende sejr over sine modkandidater, tidligere præsident Rexhep Meidani og Tiranas borgmester Edi Rama.
Det stod klart, at Meta-fløjen kun havde en meget begrænset opbakning i partiet. Med de nye alliancer sikrede Nano sig efterfølgende den fornødne tilslutning i parlamentet til ministerudnævnelserne. Noget senere forlod Meta partiet og stiftede et nyt.
Det lykkedes Fatos Nano igennem årene at etablere og fastholde et samarbejde til venstre med Socialdemokraterne, Demokratisk Alliance m.fl., men han tabte ikke desto mindre parlamentsvalget i juli 2005. Herefter trådte han også tilbage som partiformand.
Han udtrykte sig i skarpe vendinger mod valget af Edi Rama som hans efterfølger som partiformand og truede med i givet fald at udtræde af partiet og stifte et nyt, hvilket han dog ikke hidtil har gjort alvor af.
Mange albanske erhvervsfolk har rost Nano for at have ført Albanien i den rigtige retning, dvs. i retning af optagelse i EU, mens mange andre albanere, berettiget eller ej, har set Nano som en korrupt og magtbegærlig politiker.

## 2004: Nikolle Lesis beskyldninger
I 2004 beskyldte politikeren Nikolle Lesi offentligt daværende premierminister Nano for – under guerillakrigen i Kosovo – at have været involveret i våbensmugling. Lesi fremlagde dokumenter, der angiveligt var referater af samtaler herom, der var blevet aflyttet af den albanske efterretningstjeneste. Anklagemyndigheden har efterfølgende erklæret at dokumenterne var falske.

## Personligt
Fatos Nano var i mange år gift med Rexhina Nano, men blev under stor presseomtale skilt fra hende og i stedet gift med skuespilleren Xhoana i en ortodoks kirke.